# Эгиль Скаллагримссон

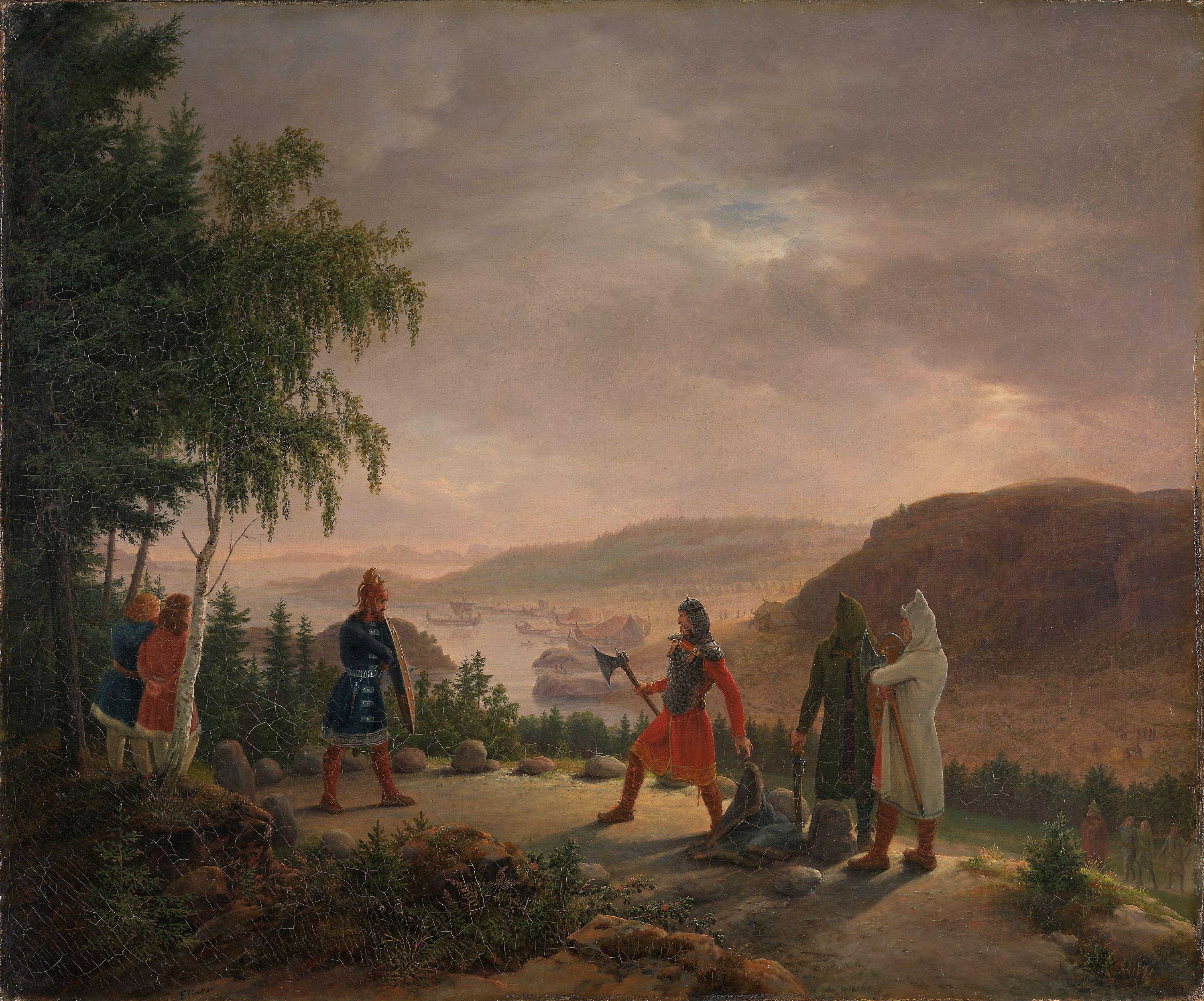
Хольмганг с участием Эгиля на картине Йоханнеса Флинто (1787—1870)

Эгиль Скаллагримссон (исл. Egill Skallagrímsson — сын Грима Лысого; ок. 910 — ок. 990) — великий исландский скальд, чья жизнь описана в «Саге об Эгиле» (предполагается, что она написана около 1220).

## Биография
Согласно саге, Эгиль, сын одного из первопоселенцев Исландии, бесстрашно боролся с королями Норвегии Харальдом и Эйриком, совершал воинские подвиги и был верен друзьям, горячо любил сына. В саге так описывается его внешность: «У Эгиля было крупное лицо, широкий лоб, густые брови, нос не длинный, но очень толстый, нижняя часть лица широкая и длинная, подбородок и скулы широченные. У него была толстая шея и могучие плечи. Он выделялся среди других людей своим суровым видом и в гневе был страшен. Он был статен и очень высок ростом. Волосы у него были цветом, как у волка, и густые, но он рано стал лысеть. У Эгиля были черные глаза и сросшиеся брови».
Вместе с тем, Эгиль обладал крутым нравом, часто демонстрировал поведение берсерка. В семилетнем возрасте разрубил топором челюсть обидевшему его сверстнику. Неоднократно участвовал в хольмгангах. Однажды прямо во время пира наблевал на некоего Армода, а затем вырвал тому глаз.

## Семья
Эгиль был сыном Скаллагрима Квельдульвссона и Беры Ингварсдоттир. Кормилицей Эгиля в детстве была Торгерд Брак — ирландская рабыня его отца.
Женат Эгиль был на Асгерд дочери Бьёрна и имел от неё пятерых детей. Это были:
- Торгерд (род. 931), жена Олава Павлина
- Бера (род. 934), жена Эцура сына Эйвинда
- Гуннар (род. 939)
- Бёдвар (943—960)
- Торстейн (945—1015)

## Произведения
Сохранились три больших произведения Эгиля — «Выкуп головы», «Утрата сыновей» и «Песнь об Аринбьёрне», а также фрагменты «Драпы об Адальстейне», двух щитовых драп и 46 отдельных вис.